# O Tite tute Tati tibi tanta tyranne tulisti
O Tite tute Tati tibi tanta tyranne tulisti (in italiano «O Tito Tazio, tiranno, tu stesso ti attirasti atrocità tanto tremende!») è una frase latina appartenente agli Annales del poeta Ennio (Ann. 104 Skutsch), giunti ad oggi in modo frammentario.
Si tratta dell'apostrofe rivolta a Tito Tazio, forse da Romolo quando ne apprese la morte. Il verso è citato dalla Rhetorica ad Herennium (4, 12) come esempio da condannare, a causa dell'abbondanza eccessiva di consonanti e la conseguente esasperazione di allitterazioni che ne pregiudicano la raffinatezza.